# لوغانية
اللوغانية (الاسم العلمي: Loganiaceae) هي فصيلة من النباتات تتبع رتبة الجنطيانيات من طائفة ثنائيات الفلقة.

## التصنيف
- الإسطركناوية
  - الإسطركن
- اللوغاناوية
  - اللوغانة